# Revelj (film)
Revelj är en svensk dramafilm från 1917 i regi av Georg af Klercker.

## Handling
Marianne ska vara fosterbarn hos sin faster. Hon är livlig och har teaterdrömmar, detta uppskattas inte av fastern, som behandlar henne hårt. En dag träffar hon Torsten och de båda blir förälskade. Fastern blir misstänksam och kontaktar sin kusin, som är kapten på regementet. Kaptenen blir förälskad i Marianne och förbjuder Torsten att träffa henne samt kommenderar honom till ett annat regemente. 
För att komma ifrån sin faster går Marianne med på att gifta sig med kaptenen, trots den stora åldersskillnaden. Flera år senare kommer Torsten, som blivit kapten, till trakten där Marianne bor. De båda träffas och kärleken flammar upp. De beger sig till hennes sovrum där de tas på bar gärning av hennes man. Han är nära att skjuta dem, men inser att han är på väg att förlora sin hustru och begår istället självmord. 
Torsten och Marianne inser att en ljus framtid väntar dem.

## Om filmen
Filmen premiärvisades 26 december 1917 på Biografen Sture i Stockholm. Den kom till genom en manuskriptspristävling som anordnades av Hasselbladfilm och Veckojournalen. På sjätte plats kom författaren Carl Svensson-Granér och hans manuskript filmades sommaren 1917. Som pris tilldelades han 250 svenska kronor. Inspelningen skedde vid Hasselbladateljén i Otterhällan med exteriörer från Tjolöholms slott i Kungsbacka och Göteborg-Borås järnväg av Carl Gustaf Florin.  

## Rollista (i urval)
- Lilly Cronwin – grevinnan Hedvig von Wärnfelt, slottsfrun till Glimmerup
- Carl Barcklind – kapten Herman von Wärnfelt, Hedvigs kusin, senare överste
- Mary Johnson – Marianne, Hedvigs brorsdotter
- Nils Chrisander – löjtnant Torsten Sommer, senare kapten
- Johnny Björkman – Johan, betjänt
- Gertie Löweström – kammarjungfrun
- Helge Kihlberg – kusk
- Sture Baude – bröllopsgäst
- Gerda Björne – statsrådinnan på manöverbalen
- John Botvid – adjutant hos kapten von Wärnfelt
- Carl Johannesson – bröllopsgäst/gäst på manöverbalen
- Agda Helin – piga med vattenhinkar
- Bertil Brusewitz – löjtnant